# چیو ژونگوی
چیو ژونگوی (انگلیسی: Qiu Zhonghui؛ زادهٔ ۱۹۳۵) یک بازیکن تنیس روی میز اهل جمهوری خلق چین است. 
وی در مسابقات کشوری و بین‌المللی در مجموع برنده ۱ مدال طلا، ۲ مدال نقره، ۷ مدال برنز شده‌است.